# Ralph Spirk
Ralph Spirk (Leoben, 26 ottobre 1986) è un ex calciatore austriaco, di ruolo centrocampista.